# Vezdaea cobria
Vezdaea cobria is een korstmos behorend tot de Vezdaeaceae. Hij komt voor op de grond in heide en stuifzand. Hij leeft in symbiose met de alg Leptosira.

## Verspreiding
In Nederland komt Vezdaea cobria zeer zeldzaam voor.